# Constanci Ducas
Constanci Ducas fou coemperador romà d'Orient, fill de Constantí X Ducas, al qual va succeir el 1067 juntament amb els seus germans Miquel Ducas i Andrònic Ducas i sota regència de la seva mare Eudòxia. Aquesta es va casar amb el general Romà Diògenes que fou proclamar emperador com Romà IV Diògenes per decisió d'Eudòxia.
Romà IV fou capturat pels turcs seljúcides el 1071. Constanci i els seus germans foren proclamats emperadors, però el poder real va passar al germà gran, Miquel VII Ducas. Nicèfor III Botaniates, emperador el 1078, el va confinar en un monestir, cosa que no impedí que continués maquinant contra Botaniates. Morí en la batalla de Dirràquion del 1081.